# Черевики з металевим носком

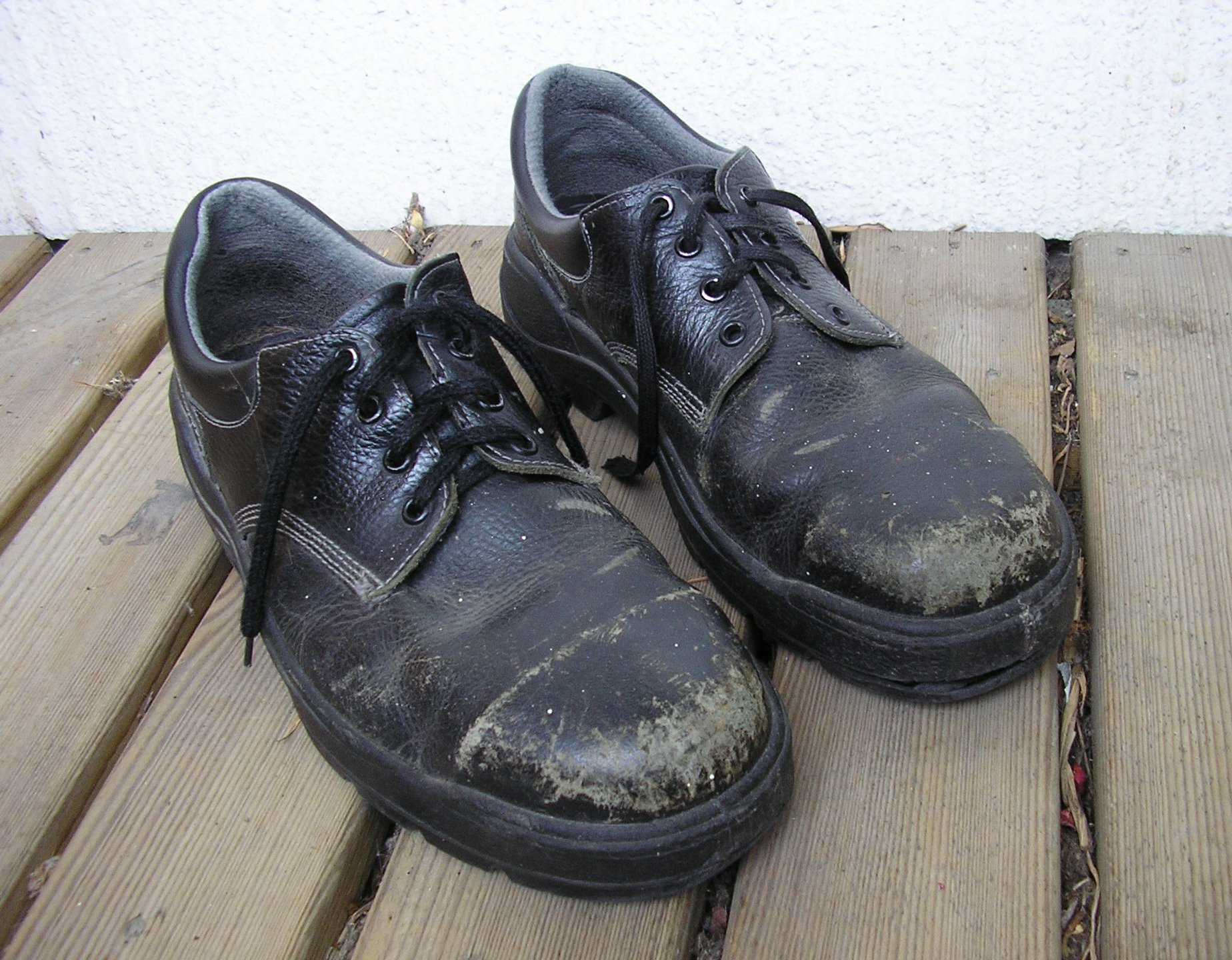
поношені черевики з металевим носком

Черевики з металевим носком — міцні захисні черевики, зроблені з вичененої шкіри, рідше зі шкірзамінника або гуми, з укріпленим, часто металевим носком, що захищає пальці стопи від падіння важких предметів. Підошву також часто зміцнюють сталевими вставками для захисту стопи, на випадок, якщо людина наступить на гострий предмет, наприклад, на цвях.
Носіння таких черевиків важливе на будівництвах, в машинобудівному, ливарному та багатьох інших виробництвах. Згідно законодавства з охорони праці та техніки безпеки, а також страхових вимог, носіння укріплених черевик (як і інший спецодягу) у багатьох випадках є обов'язковим, а до самих черевиків пред'являються певні вимоги із сертифікації. Часто знак сертифікації повинен бути розташований безпосередньо на черевику: наприклад, в Канаді на черевиках, сертифікованих в Канадській асоціації стандартизації, є зелений трикутник.
Укріплені черевики випускаються в даний час в найрізноманітніших модифікаціях і стилях: у вигляді туфель, кросівок або кед, сабо. Деякі відносяться до спецодягу лише формально — такі використовують контролюючі виробництво інженери і менеджери.
У продажу є також звичайні черевики, стилізовані під черевики з металевим носком (англ. Steel-toe boots), інакше звані мотоботи.
В західних країнах поширені перекази, які стверджують, що сталеві вставки в черевиках насправді тільки збільшують небезпеку отримання серйозної травми, оскільки у випадку падіння на ногу важкого предмета загинаються і діють як клинок, відрубуючи пальці стопи, тоді як без подібної вставки стопа була б «просто» роздроблена. Однак вага, необхідна для подібної деформації сталевого носка, така велика, що при впливі на незахищену стопу вона завдала би настільки серйозні ушкодження, що ампутація пальців в будь-якому випадку була б неминуча. Такі черевики незамінні для захисту від падіння інструментів і матеріалів і настійно рекомендуються всім зайнятим на травмонебезпечних виробництвах.